# Leporinus bistriatus
Leporinus bistriatus é uma espécie de peixe da família dos anostòmids e da ordem dos caraciformes. Os machos podem alcançar 11,1 cm de comprimento. Vivem em zonas de clima tropical, na América do Sul, na bacia do rio Tocantins, no Brasil.